# 1661

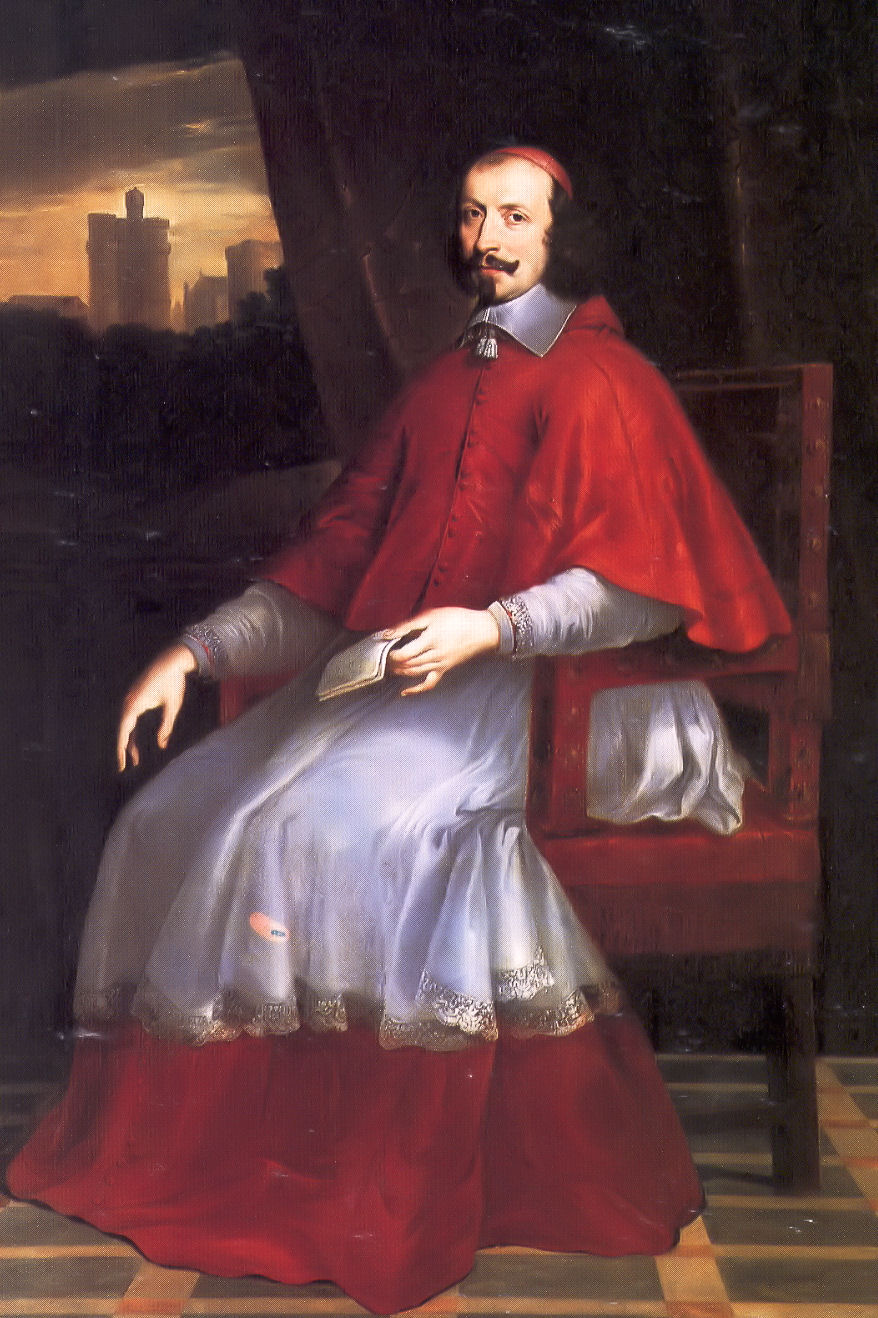
Jules Mazarin

Het jaar 1661 is het 61e jaar in de 17e eeuw volgens de christelijke jaartelling.

## Gebeurtenissen
januari
- 30 - In Engeland worden de lijken van Oliver Cromwell en enkele hoge medestanders uit de grafkelder in Westminster Abbey gehaald, door de straten gesleept, opgehangen en onthoofd. De hoofden worden op palen gestoken terwijl de andere resten worden achtergelaten op een mestvaalt. Dit gebeurt op de dag dat, twaalf jaar geleden, koning Karel I werd onthoofd.

februari
- 2 - Gemeld wordt de recente uitvinding van de waterpas door Melchisédech Thévenot.

maart
- 9 - De eerste minister van Frankrijk, kardinaal De Mazarin, sterft. Hij laat aan de jonge Lodewijk XIV een team na dat bestaat uit de ministers Nicolas Fouquet, de Lionne, Le Tellier en raadsheer Jean-Baptiste Colbert.

juni
- 7 - Ruim 400 Amersfoorters trekken onder leiding van jonkheer Everard Meyster de Amersfoortse kei van de Leusderheide naar de Varkensmarkt.
- 21 - Zweden en Rusland sluiten de Vrede van Kardis.

juli
- 15 - De Zweedse bank introduceert het eerste bankbiljet.

augustus
- 6 - De Staten-Generaal ondertekenen de Vrede van Den Haag met koninkrijk Portugal. Zeeland en Gelderland stemmen tegen. De Republiek erkent het Portugese gezag in Brazilië en ontvangt een schadevergoeding. Engeland heeft tevergeefs geprobeerd de vrede te dwarsbomen.
- 17 - Opening van het kasteel van Vaux-le-Vicomte door de minister van financiën Fouquet. De Franse tuin van Le Nôtre wordt het prototype van de tuinen van Versailles.

september
- 5 - Koning Lodewijk XIV van Frankrijk en zijn ministers begeven zich naar Nantes, vergezeld van een leger musketiers. Ver van Fouquets vrienden en invloedssfeer slaat de koning toe in een goed voorbereide actie: d'Artagnan arresteert Nicolas Fouquet en zet hem op secreet.
- 11 - Robert Boyle informeert de Royal Society over zijn gaswet.
- Amalia van Solms neemt het voogdijschap van haar kleinzoon Willem op zich. De regenten in de Republiek waren er niet mee akkoord gegaan dat het voogdijschap toegewezen zou worden aan Karel II van Engeland, de oom van de jonge wees.

december
- 26 - De Republiek en Spanje sluiten het zogenaamde Partagetraktaat over Overmaas, de streek rond Maastricht. Het gebied wordt gedeeld.

zonder datum
- Karel II kondigt opnieuw, nu in zijn eigen naam, de Akte van Navigatie af. Hij benoemt George Downing, bekend om zijn anti-Hollandse houding, tot ambassadeur. De Nederlanders die gehoopt hadden op betere betrekkingen met Engeland scharen zich nu weer achter Johan de Witt.

## Muziek
- Jean-Baptiste Lully componeert de balletten L'impatience en Les saisons.
- Matthew Locke componeert de Processional march for the coronation of Charles II

## Beeldende kunst
- Rembrandt schildert De samenzwering van de Bataven onder Claudius Civilis. Het schilderij is te zien in het Nationalmuseum te Stockholm.

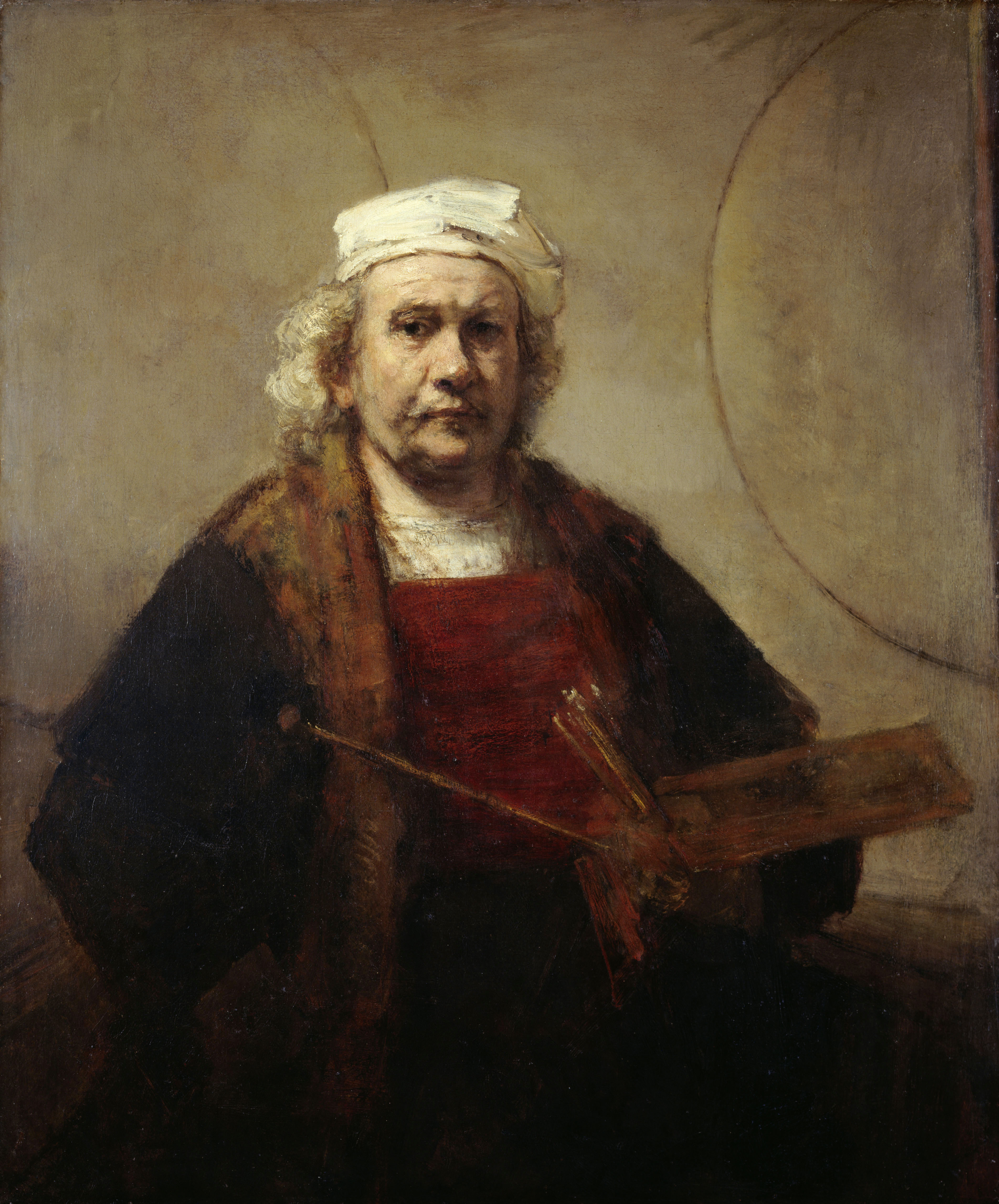
Zelfportret (1661) Rembrandt Kenwood House and Garden, Londen

## Bouwkunst

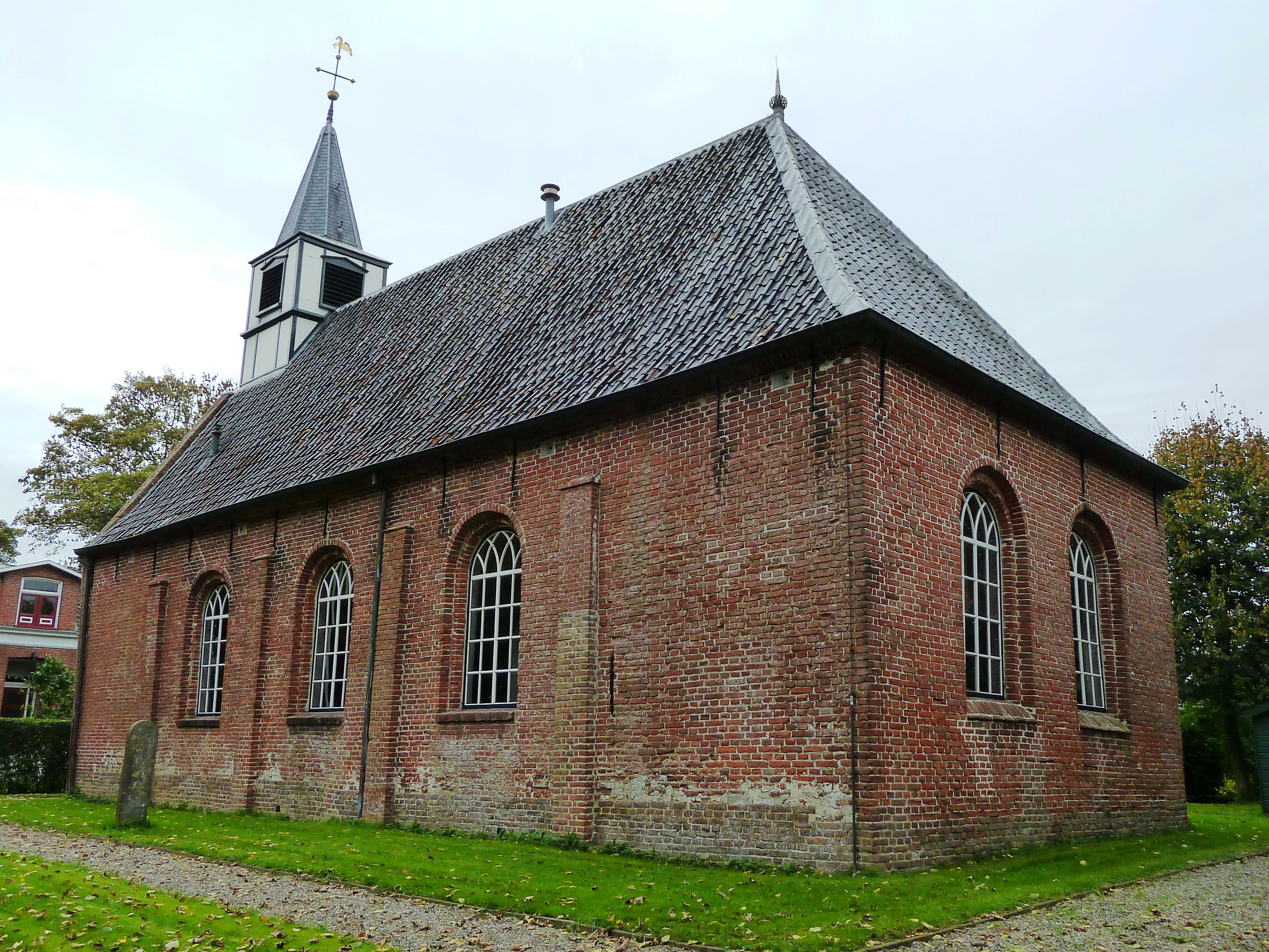
Hervormde kerk, Niezijl (1661)
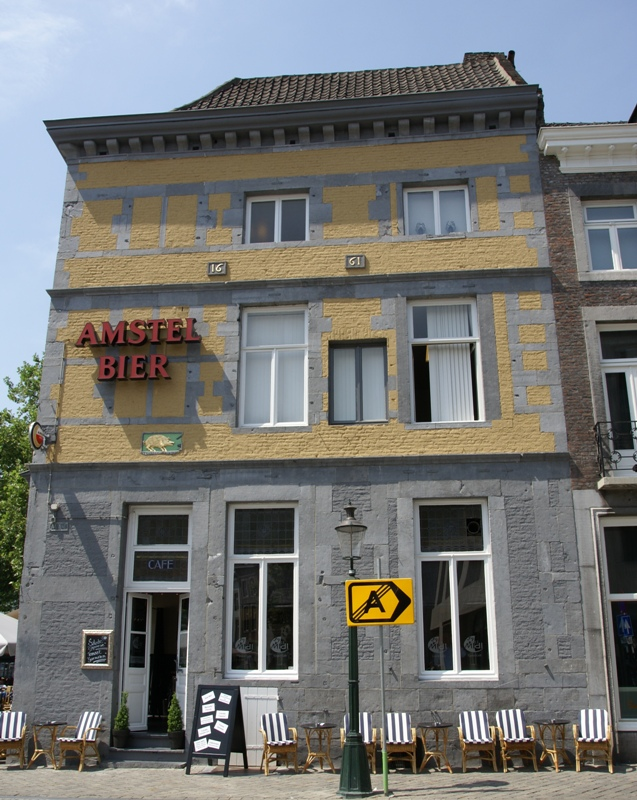
Woonhuis, Maastricht (1661)

## Geboren
februari
- 16 - Lodewijk van Nassau-Ottweiler, schout-bij-nacht bij de Staatse vloot (overleden 1699)

september
- 2 - Georg Böhm, Duits componist en organist (overleden 1733)

november
- 6 - Karel II, koning van Spanje en heer van de Zuidelijke Nederlanden (overleden 1700)

december
- 18 - Christoffel Polhem, Zweeds werktuigbouwkundige (overleden 1751)

## Overleden
maart
- 9 - Jules Mazarin, eerste minister van Frankrijk

augustus
- 29 - Louis Couperin (~35), Frans componist

oktober
- 23 - Elisabeth Strouven, stichteres van het klooster Calvariënberg en schrijfster van een autobiografie

november
- 24 - Adriaan Geerts Wildervanck (56), Nederlands vervener

datum onbekend
- Pieter Claesz, Nederlands kunstschilder